# Grattacieli più alti di Shanghai

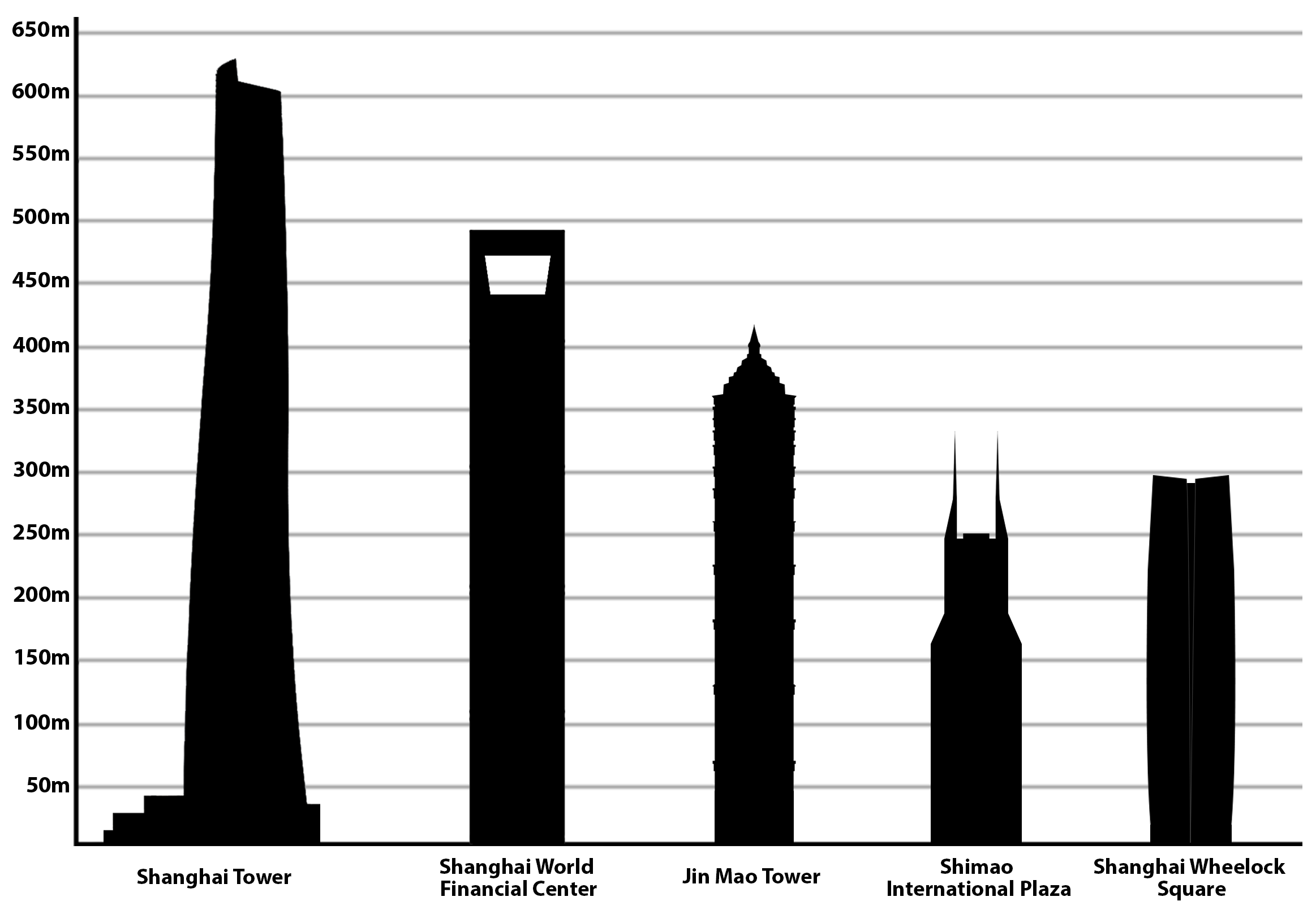
Gli edifici più alti di Shanghai.

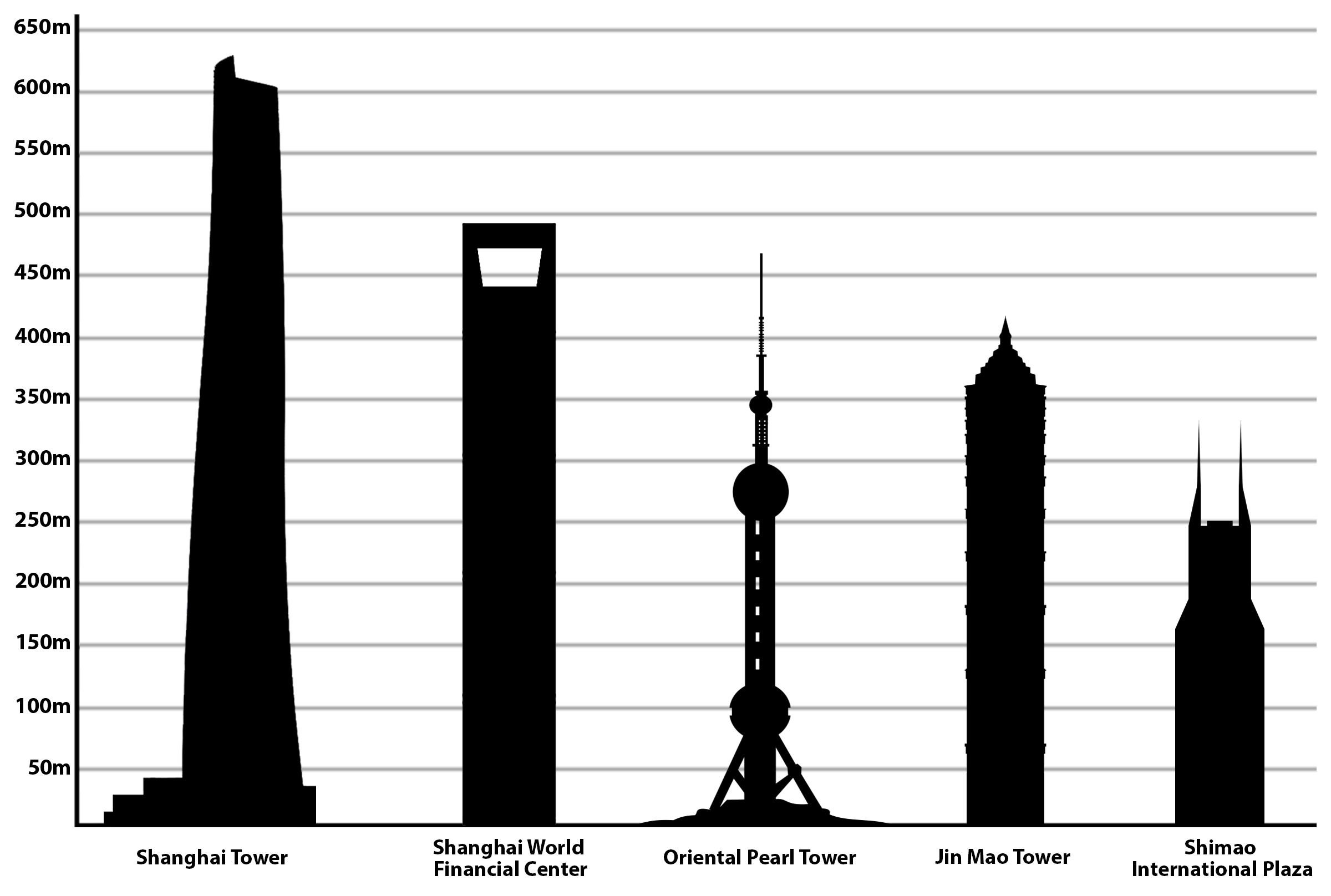
Le strutture più alte di Shanghai.

La città di Shanghai, in Cina, è una delle città in più rapida crescita al mondo in termini di costruzione di grattacieli, con la città che contava alla fine del 2004 6.703 edifici di 11 piani o più completati dal 1990 . Nel 2011 ci sono oltre 20.000 edifici di 11 piani o più e più di 1.000 edifici che superano i 30 piani a Shanghai. A gennaio 2019, ci sono 165 grattacieli in costruzione, approvati per la costruzione o proposti per la costruzione, di cui cinque sono alti più di 300 metri.
Il primo boom edilizio di Shanghai ebbe luogo negli anni '20 e '30, durante il periodo di massimo splendore della città come centro multinazionale di affari e finanza. Le concessioni internazionali della città consentivano investimenti stranieri, e con esso derivavano stili architettonici dall'ovest, come si vede oggi in aree come la concessione francese e il Bund . Dopo l'acquisizione comunista nel 1949, lo sviluppo della città fu soffocato, punito per i suoi precedenti eccessi capitalistici. Dopo le riforme economiche iniziate negli anni '80, la città sta vivendo il suo secondo boom edilizio per soddisfare il suo desiderio di riconquistare il suo status di importante centro finanziario globale.
Il grattacielo più alto di Shanghai è la Shanghai Tower, alta 632 metri e con 128 piani. Attualmente è l'edificio più alto della Repubblica popolare cinese e il secondo più alto del mondo .

## Paesaggio urbano

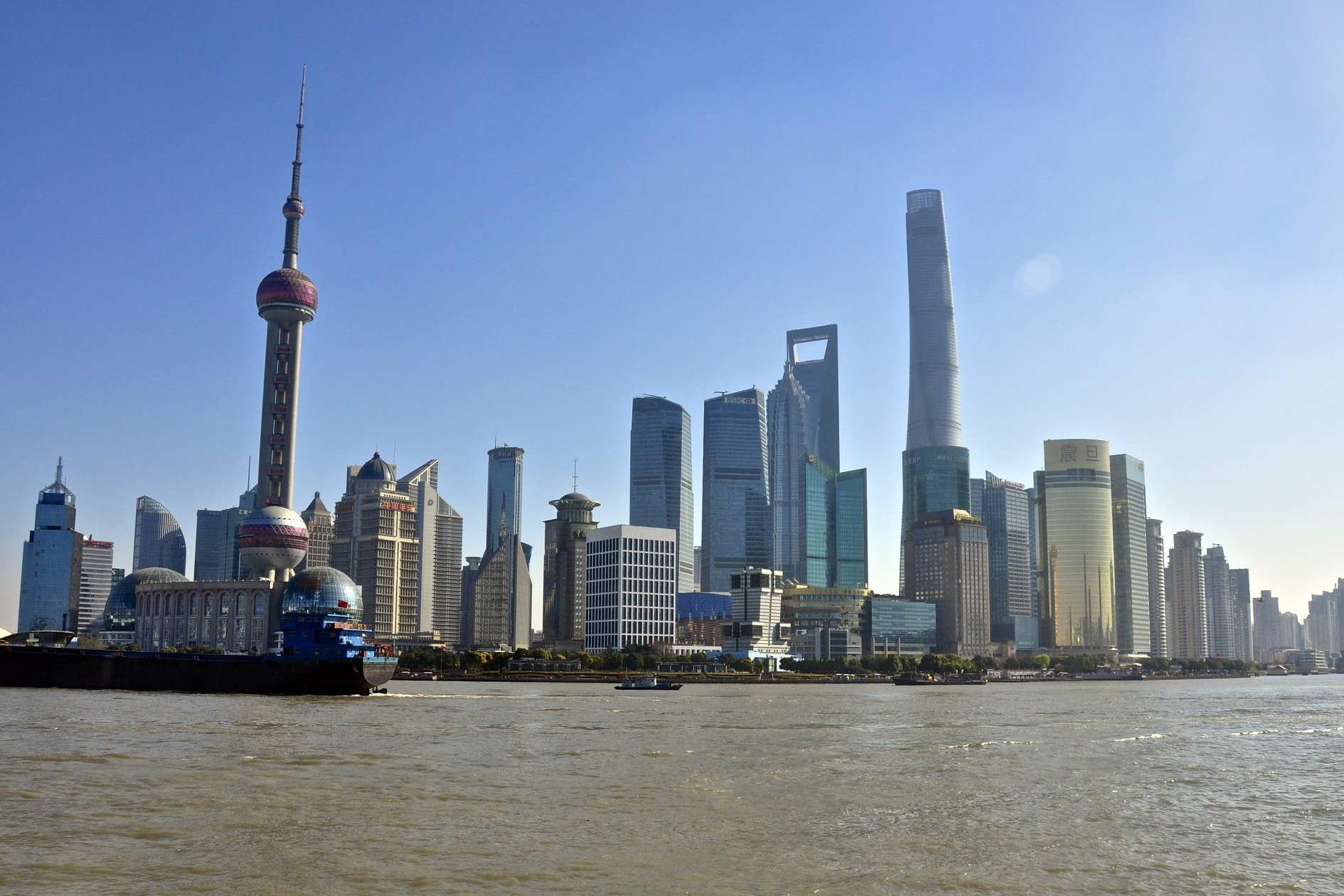
Una vista del fiume di Pudong

## Edifici più alti
Questo elenco classifica i grattacieli di Shanghai che sono alti almeno 170 metri, basandosi sulla misurazione dell'altezza standard. Ciò include guglie e dettagli architettonici ma non include le antenne. Un segno di uguale (=) che segue un rango indica la stessa altezza tra due o più edifici. La colonna "Anno" indica l'anno in cui un edificio è stato completato. 
| Posizione | Nome                                           | Altezza m / ft | Piani | Anno | Note | Foto                                               |  |
| --------- | ---------------------------------------------- | -------------- | ----- | ---- | --- | -------------------------------------------------- |  |
| 1         | Shanghai Tower                                 | 632 / 2,073    | 128   | 2015 | Grattacielo più alti della Cina Secondo edificio più alto del mondo Edificio più alto del mondo con una torsione di 90 gradi |                                                    |  |
| 2         | Shanghai World Financial Center                | 492 / 1,614    | 101   | 2008 | Edificio più alto del mondo con un foro                                                                                      |                                                    |  |
| —         | Oriental Pearl Tower                           | 470 / 1,535    | 153   | 1994 | Torre panoramica e di telecomunicazione                                                                                      |                                                    |  |
| 3         | Jin Mao Tower                                  | 421 / 1,380    | 88    | 1999 | Edificio più alto completato negli anni 90                                                                                   |                                                    |  |
| 4         | Shimao International Plaza                     | 333 / 1,093    | 60    | 2006 | [ 12 ] [ 13 ] |                                                    |  |
| 5         | Sinar Mas Center                               | 320 / 1,050    | 67    | 2017 | |                                                    |  |
| 6         | Shanghai Wheelock Square                       | 297 / 974.5    | 58    | 2010 | [ 14 ] |                                                    |  |
| 7         | Plaza 66                                       | 288 / 945      | 66    | 2001 | [ 15 ] [ 16 ] |                                                    |  |
| 8         | Tomorrow Square                                | 285 / 934      | 55    | 2003 | JW Marriott hotel |                                                    |  |
| 9         | K11                                            | 278 / 913      | 61    | 2002 | [ 19 ] [ 20 ] |                                                    |  |
| 10        | One Lujiazui                                   | 269 / 883      | 53    | 2008 | [ 21 ] [ 22 ] [ 23 ] |                                                    |  |
| 11        | Bocom Financial Towers                         | 265 / 869      | 52    | 2002 | [ 24 ] [ 25 ] |                                                    |  |
| 12=       | Star Harbor International Center West Tower    | 263 / 863      | 50    | 2018 | |                                                    |  |
| 12=       | Star Harbor International Center East Tower    | 263 / 863      | 50    | 2018 | |                                                    |  |
| 14=       | Grand Gateway Shanghai I                       | 262 / 860      | 52    | 2005 | [ 26 ] [ 27 ] |                                                    |  |
| 14=       | Grand Gateway Shanghai II                      | 262 / 860      | 52    | 2005 | [ 28 ] [ 29 ] |                                                    |  |
| 16=       | Jing An Kerry Centre Tower 2                   | 260 / 853      | 58    | 2013 | |                                                    |  |
| 16=       | IFC North Tower                                | 260 / 853      | 56    | 2010 | [ 30 ] [ 31 ] [ 32 ] |                                                    |  |
| 18        | Huamin King Tower                              | 258 / 846      | 63    | 2011 | [ 33 ] |                                                    |  |
| 19        | CITIC Ruibo Tower 1                            | 256 / 840      | 55    | 2017 | |                                                    |  |
| 20        | Bank of Shanghai Headquarters                  | 252 / 827      | 46    | 2005 | [ 34 ] [ 35 ] |                                                    |  |
| 21=       | IFC South Tower                                | 250 / 820      | 58    | 2009 | Ritz-Carlton hotel |                                                    |  |
| 21=       | HKRI Centre One                                | 250 / 820      | 51    | 2016 | [ 36 ] |                                                    |  |
| 23        | One Museum Place                               | 249 / 816      | 54    | 2018 | |                                                    |  |
| 24=       | Global Harbor North Tower                      | 248 / 814      | 58    | 2014 | |                                                    |  |
| 24=       | Global Harbor South Tower                      | 248 / 814      | 58    | 2014 | |                                                    |  |
| 26        | Maxdo Centre                                   | 241 / 792      | 55    | 2002 | [ 37 ] [ 38 ] |                                                    |  |
| 27=       | Longemont                                      | 238 / 781      | 60    | 2006 | [ 39 ] | Renaissance Shanghai Zhongshan Park Hotel Building |  |
| 27=       | CITIC Ruibo Tower 2                            | 238 / 781      | 52    | 2017 | |                                                    |  |
| 29        | International Ocean Shipping Building          | 232 / 763      | 50    | 2000 | [ 40 ] [ 41 ] |                                                    |  |
| 30=       | Plaza 66 Tower 2                               | 228 / 749      | 45    | 2006 | [ 42 ] [ 43 ] |                                                    |  |
| 30=       | CITIC Plaza                                    | 228 / 749      | 47    | 2010 | |                                                    |  |
| 32=       | Oasis Skyway Garden Hotel                      | 226 / 742      | 52    | 2007 | [ 44 ] [ 45 ] |                                                    |  |
| 32=       | Bank of China Tower                            | 226 / 741      | 53    | 2000 | [ 46 ] [ 47 ] |                                                    |  |
| 34        | Raffles Square                                 | 222 / 728      | 49    | 2003 | [ 48 ] [ 49 ] |                                                    |  |
| 35=       | Zhongrong Jasper Tower                         | 220 / 722      | 48    | 2008 | [ 50 ] |                                                    |  |
| 35=       | BM Plaza                                       | 220 / 722      | 50    | 2009 | |                                                    |  |
| 37=       | CITIC Pacific HQ                               | 219 / 719      | 49    | 2010 | [ 51 ] |                                                    |  |
| 37=       | Riviera TwinStar Square                        | 219 / 719      | 49    | 2010 | [ 52 ] |                                                    |  |
| 39        | Changfeng Hotel                                | 218 / 715      | 53    | 2005 | [ 53 ] [ 54 ] |                                                    |  |
| 40        | Shanghai Dong Hai Plaza                        | 217 / 712      | 52    | 2004 | [ 55 ] [ 56 ] |                                                    |  |
| 41=       | World Finance Tower                            | 212 / 696      | 43    | 2000 | [ 57 ] [ 58 ] |                                                    |  |
| 41=       | King Tower                                     | 212 / 696      | 38    | 1996 | [ 59 ] [ 60 ] |                                                    |  |
| 43=       | Pudong International Information Port          | 211 / 692      | 40    | 2001 | [ 61 ] [ 62 ] |                                                    |  |
| 43=       | No.1 Shaghai                                   | 211 / 691      | 34    | 2016 | |                                                    |  |
| 45        | 21st Century Mansion                           | 210 / 689      | 49    | 2009 | |                                                    |  |
| 46=       | Golden Bell Mansion                            | 208 / 682      | 42    | 1998 | [ 63 ] [ 64 ] |                                                    |  |
| 46=       | Radisson Blu Hotel Shanghai New World          | 208 / 682      | 46    | 2005 | [ 65 ] [ 66 ] [ 67 ] |                                                    |  |
| 46=       | Taiping Financial Tower                        | 208 / 682      | 38    | 2011 | [ 68 ] |                                                    |  |
| 46=       | China Merchants Bank Mansion                   | 208 / 682      | 37    | 2011 | [ 69 ] |                                                    |  |
| 50        | Sofitel Jin Jiang Oriental Pudong Hotel        | 207 / 679      | 47    | 2002 | [ 70 ] [ 71 ] |                                                    |  |
| 51        | Golden Landmark                                | 206 / 676      | 41    | 2008 | [ 72 ] |                                                    |  |
| 52        | Nan Zheng Building                             | 205 / 673      | 49    | 1998 | [ 73 ] [ 74 ] |                                                    |  |
| 53        | Lippo Plaza                                    | 204 / 669      | 38    | 1998 | [ 75 ] [ 76 ] |                                                    |  |
| 54        | Hang Seng Bank Tower                           | 203 / 667      | 46    | 1998 | [ 77 ] [ 78 ] |                                                    |  |
| 55=       | Huaxia Financial Square Tower A                | 202 / 663      | 42    | 2003 | [ 79 ] [ 80 ] |                                                    |  |
| 55=       | Huaxia Financial Square Tower B                | 202 / 663      | 42    | 2005 | [ 81 ] [ 82 ] |                                                    |  |
| 57=       | Park Place                                     | 200 / 656      | 43    | 2008 | [ 83 ] |                                                    |  |
| 57=       | Shanghai World Plaza                           | 200 / 656      | 38    | 1997 | [ 84 ] |                                                    |  |
| 59        | World Plaza Shanghai                           | 199 / 653      | 38    | 1998 | [ 85 ] [ 86 ] |                                                    |  |
| 60=       | BEA Finance Tower                              | 198 / 650      | 42    | 2009 | [ 87 ] |                                                    |  |
| 60=       | Bund Center                                    | 198 / 650      | 45    | 2002 | [ 88 ] [ 89 ] |                                                    |  |
| 62=       | Wenxin United Press Building                   | 197 / 646      | 43    | 1999 | [ 90 ] [ 91 ] |                                                    |  |
| 62=       | Lan Sheng Building                             | 196 / 643      | 39    | 1997 | [ 92 ] [ 93 ] |                                                    |  |
| 62=       | China Insurance Building                       | 196 / 643      | 38    | 1999 | [ 94 ] [ 95 ] |                                                    |  |
| 62=       | The Center                                     | 196 / 643      | 45    | 2004 | [ 96 ] [ 97 ] |                                                    |  |
| 66        | CITIC Square                                   | 193 / 633      | 45    | 2000 | [ 98 ] [ 99 ] |                                                    |  |
| 67=       | Huaneng Union Tower                            | 188 / 617      | 38    | 1997 | [ 100 ] [ 101 ] |                                                    |  |
| 67=       | CAAC Pudong Tower                              | 188 / 617      | 38    | 2001 | [ 102 ] [ 103 ] |                                                    |  |
| 67=       | Bao'an Tower                                   | 188 / 617      | 38    | 1997 | [ 104 ] [ 105 ] |                                                    |  |
| 70        | Shanghai Futures Building                      | 187 / 614      | 37    | 1998 | [ 106 ] [ 107 ] |                                                    |  |
| 71=       | China Merchants Tower                          | 186 / 610      | 38    | 1995 | [ 108 ] [ 109 ] |                                                    |  |
| 71=       | Shanghai China Merchants Plaza Office Building | 186 / 610      | 39    | 1998 | [ 110 ] |                                                    |  |
| 73=       | Aurora Plaza                                   | 185 / 607      | 37    | 2003 | [ 111 ] [ 112 ] |                                                    |  |
| 73=       | Pudong Development Mansion                     | 185 / 607      | 36    | 2001 | [ 113 ] [ 114 ] |                                                    |  |
| 75        | Shanghai Yi Building                           | 183 / 600      | 40    | 1995 | [ 115 ] |                                                    |  |
| 76        | Ciro's Plaza                                   | 181 / 594      | 39    | 2002 | [ 116 ] [ 117 ] |                                                    |  |
| 77=       | Union Square II                                | 180 / 591      | 35    | 2005 | [ 118 ] [ 119 ] |                                                    |  |
| 77=       | Union Square I                                 | 180 / 591      | 35    | 2005 | [ 120 ] [ 121 ] |                                                    |  |
| 77=       | Mirae Asset Tower                              | 180 / 591      | 32    | 2008 | [ 122 ] |                                                    |  |
| 77=       | Silver Peak Tower                              | 180 / 591      | 42    | 2001 | [ 123 ] |                                                    |  |
| 77=       | Pudong Shangri La Hotel Extension              | 180 / 591      | 43    | 2005 | [ 124 ] [ 125 ] |                                                    |  |
| 77=       | Citigroup Tower                                | 180 / 591      | 41    | 2005 | [ 126 ] [ 127 ] |                                                    |  |
| 77=       | Shanghai Property Information Exchange Center  | 180 / 591      | 35    | 2000 | [ 128 ] [ 129 ] |                                                    |  |
| 77=       | Hopson International Tower                     | 180 / 591      | 33    | 2008 | [ 130 ] [ 131 ] |                                                    |  |
| 85=       | Harbour Ring Plaza                             | 178 / 584      | 36    | 1998 | [ 132 ] [ 133 ] |                                                    |  |
| 85=       | K. Wah Center                                  | 178 / 584      | 39    | 2005 | [ 134 ] [ 135 ] |                                                    |  |
| 85=       | Shanghai New World Centre                      | 178 / 584      | 42    | 1998 | [ 136 ] |                                                    |  |
| 85=       | Lin Chong Hing Finance Center                  | 177 / 581      | 39    | 2008 | [ 137 ] |                                                    |  |
| 85=       | CMBC Tower                                     | 177 / 581      | 39    | 2008 | [ 137 ] |                                                    |  |
| 85=       | Shanghai Expo Guest Hotel                      | 177 / 581      | 40    | 2010 | [ 138 ] |                                                    |  |
| 90        | Liu Chong Hing Finance Center                  | 174 / 571      | 42    | 2006 | [ 139 ] |                                                    |  |
| 91=       | Shimao Riviera Garden 1                        | 173 / 568      | 55    | 2000 | [ 140 ] |                                                    |  |
| 91=       | HKRI Centre Two                                | 173 / 568      | 33    | 2017 | [ 141 ] |                                                    |  |
| 93        | Four Seasons Hotel                             | 172 / 564      | 37    | 2002 | [ 142 ] [ 143 ] |                                                    |  |
| 94=       | Ping'an Financial Center                       | 170 / 558      | 38    | 2010 | [ 144 ] |                                                    |  |
| 94=       | Shanghai Grand Center                          | 170 / 558      | 41    | 2011 | [ 145 ] |                                                    |  |

## I più alti in costruzione, approvati e proposti

### In costruzione
Questo elenca gli edifici che sono in costruzione a Shanghai e che dovrebbero essere alti più di 170 metri 
| Nome                          | Altezza* m / piedi | Piani* | Anno* | Appunti        |
| ----------------------------- | ------------------ | ------ | ----- | -------------- |
| Xujiahui Center Tower 1       | 370 / 1.214        | 70     | 2022  |                |
| Zhenru Center                 | 305 / 1.000        | 57     | 2020  | In costruzione |
| Greenland Bund Center Tower 1 | 300/984            | 64     | 2022  |                |
| Shanghai Henderson Center     | 285/935            | 61     | 2020  |                |
| Qiantan Center                | 280/919            | 56     | 2019  |                |
| SK Group Tower                | 264/866            | 52     | 2019  |                |
| Greenland Bund Center Tower 2 | 240/787            | 45     | 2022  |                |
| Greenland Bund Center Tower 3 | 180/591            | 37     | 2022  |                |

### Approvati
Questo elenca gli edifici che sono stati approvati per la costruzione a Shanghai e che dovrebbero essere alti almeno 170 metri. 
| Nome                        | Altezza* m / piedi | Piani* | Anno*                        | Appunti                                                |
| --------------------------- | ------------------ | ------ | ---------------------------- | ------------------------------------------------------ |
| Shanghai World Trade Center | 459 / 1.506        | 116    | 2026                         | La costruzione dovrebbe avvenire tra il 2026 e il 2030 |
| Concord World Phase Three   | 288/945            | -      | -                            | [ 146 ]                                                |
| Fortune World               | 200/656            | -      | 2009 (inizialmente previsto) | [ 147 ]                                                |
| Sanzhi Hotel Tower          | 180/591            | -      | -                            | [ 148 ]                                                |

### Proposti
Questo elenca gli edifici che sono proposti per la costruzione a Shanghai e che dovrebbero essere alti almeno 170 metri. 
| Nome                                                          | Altezza m / piedi | Piani* | Anno* | Appunti |
| ------------------------------------------------------------- | ----------------- | ------ | ----- | --- |
| Xtopia                                                        | 1.614 / 5.295     | 300    | -     | Xtopia è un concept building |
| Bionc Tower                                                   | 1.228,2 / 4.030   | 300    | -     | Una proposta visionaria per una città verticale che ospiterà almeno 100.000 persone. |
| Torre Xujiahui                                                | 460 / 1.509       | 92     | -     | Considerata una proposta viziata, originariamente prevista per il completamento nel 2010 e da collocare accanto al Shanghai World Financial Center e alla Jin Mao Tower Proposte più recenti, tuttavia, suggeriscono che la torre dovrebbe essere collocata a Xujiahui |
| Future City                                                   | 250/820           | 60     | -     | [ 151 ] |
| Fase di riqualificazione del cantiere navale Lujiazui Fase II | 200/656           | 60     | -     | [ 152 ] |
| Torre Jin Guo                                                 | 193/633           | 38     | -     | [ 153 ] |
| Bading Development Finance Mansion                            | 180/591           | 41     | 2009  | [ 154 ] [ 155 ] |

## Cronologia degli edifici più alti

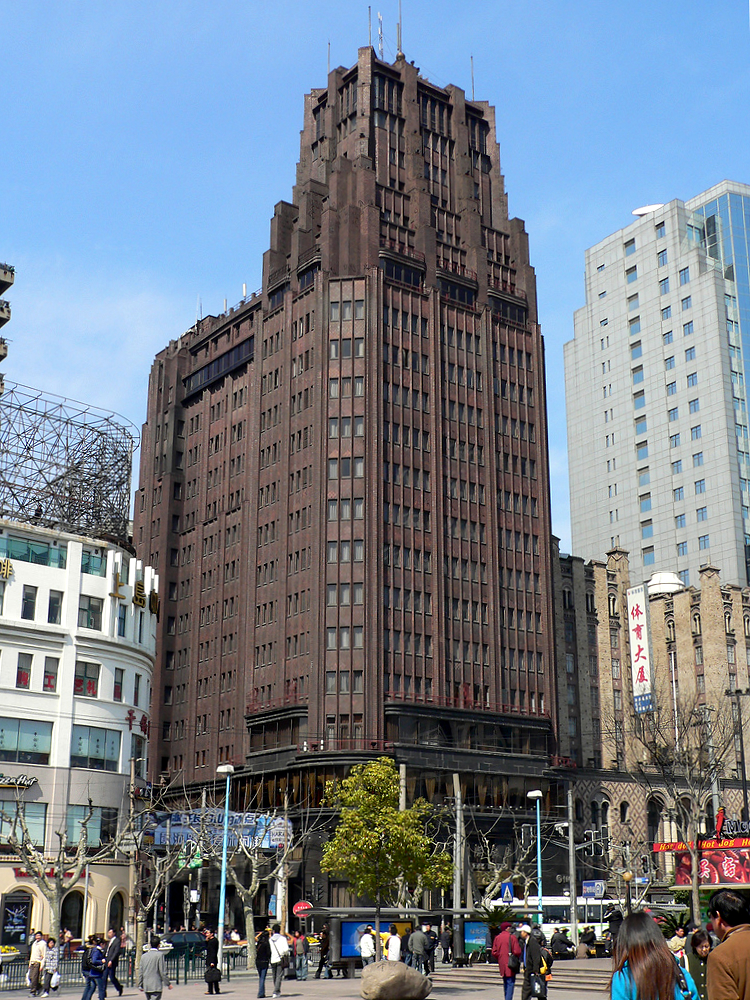
Il Park Hotel è stato l'edificio più alto di Shanghai se misurato per 49 anni

| Nome                                    | indirizzo                          | Anni come più alto | Altezza m / piedi | Piani | Note    |
| --------------------------------------- | ---------------------------------- | ------------------ | ----------------- | ----- | ------- |
| Arcadia Hall, Shanghai                  | Giardino Zhangyuan                 | 1893-1919          |                   | 5     |         |
| Dogana, Shanghai                        | 13 Bund                            | 1927-1934          | 82/269            | 8     | [ 156 ] |
| Park Hotel                              | 170 Via Nanchino Ovest             | 1934-1983          | 84/275            | 22    | [ 157 ] |
| Shanghai Hotel                          | 505 Wulumuqi Road North            | 1983-1985          | 91/299            | 27    | [ 158 ] |
| Union Friendship Tower                  | -                                  | 1985-1988          | 106/348           | 30    | [ 159 ] |
| Jin Jiang Tower                         | 161 Changle Road                   | 1988-1990          | 153/502           | 46    | [ 160 ] |
| The Portman Ritz-Carlton                | 1376 Via Nanchino Ovest            | 1990-1995          | 165/541           | 48    | [ 161 ] |
| China Merchants Tower                   | Lujiazui Central Business District | 1995-1996          | 186/610           | 38    | [ 162 ] |
| King Tower                              | Xin Jin Qiao Road                  | 1996-1998          | 212/696           | 38    | [ 163 ] |
| Torre Jin Mao                           | 88 Century Boulevard               | 1998-2007          | 421 / 1.380       | 88    | [ 164 ] |
| Centro finanziario mondiale di Shanghai | Century Boulevard                  | 2007-2015          | 492 / 1.614       | 101   | [ 165 ] |
| Torre di Shanghai                       |                                    | 2015-presente      | 632 / 2.093       | 120   |         |